# بخش کول‌فاکس، شهرستان کاندی‌یوهی، مینه سوتا
بخش کول‌فاکس (به انگلیسی: Colfax Township) یک منطقهٔ مسکونی در ایالات متحده آمریکا است که در شهرستان کندیوهای، مینه‌سوتا واقع شده‌است.
 بخش کول‌فاکس ۹۳٫۰ کیلومتر مربع مساحت و ۵۵۷ نفر جمعیت دارد و ۳۸۱ متر بالاتر از سطح دریا واقع شده‌است.